# Wilhelm Denifl
Wilhelm Denifl (ur. 10 listopada 1980 w Rum) – austriacki narciarz, specjalista kombinacji norweskiej, brązowy medalista olimpijski, dwukrotny medalista mistrzostw świata i brązowy medalista mistrzostw świata juniorów.

## Kariera
Po raz pierwszy na arenie międzynarodowej Wilhelm Denifl pojawił się w sezonie 1997/1998 Pucharu Świata B (obecnie Puchar Kontynentalny). W zawodach tego cyklu startował do sezonu 2004/2005 sześciokrotnie stając na podium, w tym odnosząc trzy zwycięstwa: 17 marca 2001 roku w norweskim Mo i Rana (start masowy), 3 marca 2002 roku w Calgary (start masowy) oraz cztery dni później w Lake Placid (sprint). W klasyfikacji generalnej najlepiej wypadł w sezonie 2001/2002, który ukończył na piątej pozycji. W 2000 roku brał udział w mistrzostwach świata juniorów w Štrbskim Plesie, gdzie wspólnie z kolegami wywalczył brązowy medal w zawodach drużynowych.
W Pucharze Świata zadebiutował 16 stycznia 2000 roku w Breitenwang, zajmując 39. miejsce w sprincie. Tym samym już w swoim debiucie zdobył pierwsze pucharowe punkty (w sezonach 1993/1994-2001/2002 obowiązywała inna punktacja Pucharu Świata). W sezonie 1999/2000 punktował jeszcze trzykrotnie i w klasyfikacji generalnej zajął ostatecznie 49. miejsce. Najlepsze wyniki w Pucharze Świata osiągnął w sezonie 2012/2013, kiedy był ósmy w klasyfikacji generalnej. Na podium zawodów pucharowych po raz pierwszy stanął 25 lutego 2012 roku w Libercu, gdzie był trzeci w konkursie rozgrywanym metodą Gundersena. Pierwsze zwycięstwo odniósł 5 stycznia 2014 roku w Czajkowskim, gdzie był najlepszy w Gundersenie.
Pierwszą dużą imprezą w jego karierze były mistrzostwa świata w Val di Fiemme w 2003 roku. Wspólnie z Michaelem Gruberem, Felixem Gottwaldem i Christophem Bielerem zdobył złoty medal w sztafecie. Austriacy prowadzili już po konkursie skoków i na trasę biegu ruszyli z przewagą 13 sekund nad zajmującymi drugie miejsce Niemcami. Z tej przewagi stracili tylko 0.4 sekundy i sięgnęli po złoty medal. Indywidualnie Denifl zaprezentował się dobrze, zajmując ósme miejsce w Gundersenie i dziesiąte w sprincie. Na następny występ na zawodach tego kalibru musiał zaczekać do 2009 roku, kiedy odbywały się mistrzostwa świata w Libercu. Indywidualnie był trzydziesty w Gundersenie, a w drużynie zajął piąte miejsce. Brał także udział w mistrzostwach świata w Oslo dwa lata później, gdzie startował w obu konkursach indywidualnych, ale w sztafetach nie brał udziału. Na dużej skoczni był dziewiętnasty, a na normalnym obiekcie uplasował się sześć pozycji wyżej.
Był także piąty w klasyfikacji generalnej dziesiątej edycji Letniego Grand Prix w kombinacji norweskiej. W czterech konkursach indywidualnych Denifl dwukrotnie stawał na podium: 26 sierpnia w Oberhofie i 2 września 2007 roku w Bischofshofen był trzeci w Gundersenie.
Po sezonie 2018/2019 zakończył karierę sportową.

## Osiągnięcia

### Igrzyska olimpijskie
| Miejsce | Dzień     | Rok  | Miejscowość | Konkurencja           | Wynik zwycięzcy | Strata  | Zwycięzca       |
| ------- | --------- | ---- | ----------- | --------------------- | --------------- | ------- | --------------- |
| 19.     | 12 lutego | 2014 | Soczi       | Gundersen HS106/10 km | 23:50,2         | +1:16,2 | Eric Frenzel    |
| 29.     | 14 lutego | 2018 | Pjongczang  | Gundersen HS109/10 km | 24:51,4         | +2:50,4 | Eric Frenzel    |
| 8.      | 20 lutego | 2018 | Pjongczang  | Gundersen HS140/10 km | 23:52,5         | +1:02,1 | Johannes Rydzek |
| 3.      | 22 lutego | 2018 | Pjongczang  | Sztafeta HS140/4x5 km | 46:09,8         | +1:13,8 | Niemcy          |

### Mistrzostwa świata
| Miejsce | Dzień     | Rok  | Miejscowość   | Konkurencja                     | Wynik zwycięzcy | Strata  | Zwycięzca           |
| ------- | --------- | ---- | ------------- | ------------------------------- | --------------- | ------- | ------------------- |
| 8.      | 21 lutego | 2003 | Val di Fiemme | Gundersen K-95/15 km            | 37:54,2         | +2:11,7 | Ronny Ackermann     |
| 1.      | 24 lutego | 2003 | Val di Fiemme | Sztafeta K-95/4x5 km            | 47:23,9         | –       | –                   |
| 10.     | 28 lutego | 2003 | Val di Fiemme | Sprint K-120/7,5 km             | 18:47,8         | +52,3   | Johnny Spillane     |
| 30.     | 22 lutego | 2009 | Liberec       | Gundersen HS100/10 km           | 24:22,3         | +3:21,0 | Todd Lodwick        |
| 5.      | 26 lutego | 2009 | Liberec       | Sztafeta HS134/4x5 km           | 48:32,3         | +1:05,0 | Japonia             |
| 13.     | 26 lutego | 2011 | Oslo          | Gundersen HS106/10 km           | 25:19,2         | +59,4   | Eric Frenzel        |
| 19.     | 2 marca   | 2011 | Oslo          | Gundersen HS134/10 km           | 25:31,6         | +1:50,6 | Jason Lamy Chappuis |
| 20.     | 22 lutego | 2013 | Val di Fiemme | Gundersen HS106/10 km           | 29:13,2         | +1:29,9 | Jason Lamy Chappuis |
| 5.      | 24 lutego | 2013 | Val di Fiemme | Sztafeta HS106/4x5 km           | 57:34,0         | +7,6    | Francja             |
| 6.      | 28 lutego | 2013 | Val di Fiemme | Gundersen HS134/10 km           | 27:22,8         | +47,7   | Eric Frenzel        |
| 2.      | 2 marca   | 2013 | Val di Fiemme | Sprint drużynowy HS134/2x7,5 km | 35:37,9         | +16,6   | Francja             |
| 28.     | 20 lutego | 2015 | Falun         | Gundersen HS100/10 km           | 26:38,9         | +2:10,9 | Johannes Rydzek     |
| 5.      | 1 marca   | 2017 | Lahti         | Gundersen HS130/10 km           | 26:41,6         | +26,5   | Johannes Rydzek     |
| 4.      | 3 marca   | 2017 | Lahti         | Sprint drużynowy HS130/2x7,5 km | 28:45,8         | +10,7   | Niemcy              |

### Mistrzostwa świata juniorów
| Miejsce | Dzień       | Rok  | Miejscowość   | Konkurencja          | Wynik zwycięzcy | Strata | Zwycięzca |
| ------- | ----------- | ---- | ------------- | -------------------- | --------------- | ------ | --------- |
| 3.      | 27 stycznia | 2000 | Štrbské Pleso | Sztafeta K-90/4x5 km | ?               | ?      | Finlandia |

### Puchar Świata

#### Miejsca w klasyfikacji generalnej
- sezon 1999/2000: 49.
- sezon 2000/2001: niesklasyfikowany
- sezon 2001/2002: niesklasyfikowany
- sezon 2002/2003: 11.
- sezon 2003/2004: 38.
- sezon 2004/2005: 54.
- sezon 2005/2006: 27.
- sezon 2006/2007: 22.
- sezon 2007/2008: 27.
- sezon 2008/2009: 17.
- sezon 2009/2010: 23.
- sezon 2010/2011: 17.
- sezon 2011/2012: 11.
- sezon 2012/2013: 8.
- sezon 2013/2014: 9.
- sezon 2014/2015: 20.
- sezon 2015/2016: 18.
- sezon 2016/2017: 9.
- sezon 2017/2018: 13.
- sezon 2018/2019: 20.

#### Miejsca na podium
| Nr | Data              | Miejscowość | Konkurencja           | Wynik zwycięzcy | Pozycja | Strata  | Zwycięzca           |
| -- | ----------------- | ----------- | --------------------- | --------------- | ------- | ------- | ------------------- |
| 1. | 25 lutego 2012    | Liberec     | Gundersen HS100/10 km | 27:29,6 min     | 3.      | +25,2 s | Bernhard Gruber     |
| 2. | 26 stycznia 2013  | Klingenthal | Gundersen HS140/10 km | 23:03,4 min     | 3.      | +16,6 s | Eric Frenzel        |
| 3. | 16 marca 2013     | Oslo        | Gundersen HS134/15 km | 42:06,5 min     | 3.      | +1,5 s  | Jason Lamy Chappuis |
| 4. | 5 stycznia 2014   | Czajkowski  | Gundersen HS140/10 km | 26:11,0 min     | 1.      | –       | –                   |
| 5. | 23 lutego 2016    | Kuopio      | Gundersen HS127/10 km | 23:59,6 min     | 3.      | +35,4 s | Johannes Rydzek     |
| 6. | 27 listopada 2016 | Ruka        | Gundersen HS142/10 km | 27:13,0 min     | 2.      | +14,7 s | Johannes Rydzek     |
| 7. | 18 marca 2017     | Schonach    | Gundersen HS106/10 km | 28:14.0 min     | 2.      | +3,4 s  | Eric Frenzel        |
| 8. | 26 stycznia 2019  | Trondheim   | Gundersen HS138/10 km | 25:03,7 min     | 3.      | +24,1 s | Jarl Magnus Riiber  |

### Puchar Kontynentalny

#### Miejsca w klasyfikacji generalnej
- sezon 1997/1998: 64.
- sezon 1998/1999: 36.
- sezon 1999/2000: 16.
- sezon 2000/2001: 10.
- sezon 2001/2002: 5.
- sezon 2004/2005: 20.

#### Miejsca na podium chronologicznie
| Nr | Data             | Miejscowość | Konkurencja            | Wynik zwycięzcy | Pozycja | Strata  | Zwycięzca       |
| -- | ---------------- | ----------- | ---------------------- | --------------- | ------- | ------- | --------------- |
| 1. | 26 stycznia 2001 | Liberec     | Sprint K120/7.5 km     | ?               | 2.      | ?       | Amund Johnsen   |
| 2. | 17 marca 2001    | Mo i Rana   | Gundersen K90/10 km    | ?               | 1.      | –       | –               |
| 3. | 28 lutego 2002   | Calgary     | Gundersen K90/15 km    | ?               | 2.      | +2.9 s  | Jason Myslicki  |
| 4. | 3 marca 2002     | Calgary     | Sprint K90/7.5 km      | ?               | 3.      | +18.7 s | Andrej Jezeršek |
| 5. | 28 lutego 2002   | Calgary     | Start Masowy K90/10 km | ?               | 1.      | –       | –               |
| 6. | 7 marca 2002     | Lake Placid | Sprint K90/7.5 km      | ?               | 1.      | –       | –               |

### Letnie Grand Prix

#### Miejsca w klasyfikacji generalnej
- 1999: 20.
- 2000: 14.
- 2001: 14.
- 2002: 15.
- 2003: 11.
- 2004: 8.
- 2005: nie brał udziału
- 2006: niesklasyfikowany
- 2007: 5.
- 2008: 18.
- 2009: 25.
- 2010: nie brał udziału
- 2011: nie brał udziału
- 2012: 42

#### Miejsca na podium chronologicznie
| Nr | Data             | Miejscowość   | Konkurencja             | Wynik zwycięzcy | Pozycja | Strata | Zwycięzca           |
| -- | ---------------- | ------------- | ----------------------- | --------------- | ------- | ------ | ------------------- |
| 1. | 26 sierpnia 2007 | Oberhof       | Gundersen HS140/15 km   | 31:10.3 min     | 3.      | +3.3 s | David Kreiner       |
| 2. | 2 września 2007  | Bischofshofen | Gundersen HS140/15.0 km | 28:06.6 min     | 3.      | +6.2 s | Jason Lamy Chappuis |